# Смолино (Челябинская область)
Смо́лино — посёлок железнодорожной станции в Сосновском районе Челябинской области. Входит в Саргазинское сельское поселение.

## География
Посёлок расположен в Сосновском районе Челябинской области возле юго-западной границы города Челябинска. С севера Смолино омывается Шершнёвским водохранилищем на реке Миасс.
Посёлок и станция названы по одному из ближайших озёр Смолину, которое находится в 10 км к востоку от посёлка.
Рельеф — полуравнина (Зауральский пенеплен), ближайшие высоты: 238 и 268 м. Ландшафт — лесостепь, лесная растительность вокруг Смолина представлена, в основном, берёзовыми естественными лесами и сосновыми, как правило, искусственными посадками.

## Население
| 2002 | 2010  |
| ---- | ----- |
| 1192 | ↗1298 |

## Инфраструктура
Посёлок газифицирован. С 1933 года действуют вокзаа, баня, клуб, ведётся обучение детей, в 1945 году открылась школа № 100 ЮУЖД, в наши дни переданная в муниципалитет.

## Транспорт
В посёлке находится одноимённая узловая железнодорожная станция Южно-Упальская железная дорога, через которую идут пригородные электропоезда на северо-восток, в Челябинск, на запад, в Златоуст и на юг в направлении Троицка, Еманжелинска.
Смолино связано с Челябинском автомобильной дорогой, в Челябинске Уфимское шоссе, в Смолине Набережная и Уфимская улицы. В западном направлении выходящая из посёлка дорога доходит до региональной кольцевой автодороги 75К-205 Обход города Челябинска. В настоящее время основной поток автотранспорта, идущий в Челябинск, проходит не через Смолино, а по участку федеральной автомобильной дороги М-5 «Урал», находящемуся в 3 км южнее станции. Между Смолиным и ближайшими населёнными пунктами городом Челябинском и посёлками Бутаки и Полетаевым курсирует маршрутное такси.

## Археология
Курганный могильник, насчитывающий до 16 курганов. Находится в 500 м от посёлка Смолино, справа от дороги в посёлок Исаково.